# Ránquil
Ránquil ist eine Gemeinde in der Provinz Itata in der Región de Ñuble in Chile. Bei der Volkszählung im Jahr 2017 hatte sie 5755 Einwohner. Die Gemeinde erstreckt sich über eine Fläche von 248,3 km².

## Geschichte
Im Jahr 1536 organisierte Diego de Almagro eine Expedition in Richtung der Provinz Magallanes, während er selbst das Gebiet entlang des Río Maipo erkundete. Die Expedition wurde von Gómez de Alvarado angeführt. Auf dem Gebiet des heutigen Ránquil kam es zu einem der ersten dokumentierten Gefechte zwischen den spanischen Eroberern und den Mapuche, nämlich zur Schlacht von Reinohuelén, an der Mündung des Río Ñuble in den Río Itata. Der entschlossene Widerstand der Mapuche zwang die spanischen Truppen zum Rückzug.
Im Rahmen des chilenischen Unabhängigkeitskrieges fand am 19. März 1814 das Gefecht von Quilo auf dem heutigen Gemeindegebiet von Ránquil statt. Die Auseinandersetzung endete mit einem Sieg der Unabhängigkeitskämpfer unter dem Kommando von Bernardo O’Higgins.
Am 31. Juli 1902 wurde Ránquil offiziell zur Gemeinde erhoben. Die Municipalidad wurde am 3. Mai 1903 gegründet – an jenem Ort, der heute als Weiler („Caserío“) Ránquil bekannt ist. Erster Bürgermeister war Ramón Benavente, unterstützt von José Pérez als Gemeindesekretär.
Im Jahr 1927 wurde Johanne Wilhelmine Emilie Werner Richter, geboren am 18. Mai 1865 in Osorno, von Präsident Carlos Ibáñez del Campo zur Bürgermeisterin von Ránquil ernannt. Sie übte dieses Amt bis 1931 aus und war damit die erste Frau in Chile, die offiziell das Amt einer Bürgermeisterin übernahm.
Im Jahr 1940 wurde Ñipas offiziell zur Hauptstadt der Gemeinde bestimmt und entwickelte sich seither zum administrativen und wirtschaftlichen Zentrum von Ránquil.

## Bevölkerung
Laut der Volkszählung des Nationalen Statistikinstituts von 2002 hatte Ránquil 5683 Einwohner (2896 Männer und 2787 Frauen). Davon lebten 1337 (23,5 %) in städtischen Gebieten und 4346 (76,5 %) auf dem Land. Die Bevölkerung sank zwischen den Volkszählungen 1992 und 2002 um 11,3 % (721 Personen). Im Jahr 2017 zählte man 5755 Personen.

## Orte
In der Gemeinde Ránquil befinden sich folgende Orte:
- Ñipas (Hauptort)
- Agua Buena
- Alto el Huape
- Batuco
- Coleral
- Cruz de San José
- El Barco
- El Centro
- El Laurel
- El Milagro
- El Quilo
- La Concepción
- La Orilla
- Las Margaritas
- Las Rosas
- Manzanal
- Nueva Aldea
- Pueblo Viejo
- Rahuil Bajo
- Ránquil
- Rinconada
- San Ignacio de Palomares
- Uvas Blancas
- Vegas de Concha